# Shrewsbury (Vermont)
Shrewsbury es un pueblo ubicado en el condado de Rutland en el estado estadounidense de Vermont. En el año 2010 tenía una población de 1,056 habitantes y una densidad poblacional de 8 personas por km².

## Geografía
Shrewsbury se encuentra ubicado en las coordenadas 43°31′33″N 72°51′18″O / 43.52583, -72.85500.

## Demografía
Según la Oficina del Censo en 2000 los ingresos medios por hogar en la localidad eran de $48,472 y los ingresos medios por familia eran $51,681. Los hombres tenían unos ingresos medios de $37,656 frente a los $25,125 para las mujeres. La renta per cápita para la localidad era de $22,042. Alrededor del 6.2% de la población estaban por debajo del umbral de pobreza.